# Như Phong
Như Phong (1917-1985) là nhà văn, nhà lý luận phê bình và nhà báo Việt Nam.
Ông tên thật là Nguyễn Đình Thạc, sinh ngày 25 tháng 10 năm 1917 tại Hà Nội. Nhà ông ở gần chợ Đồng Xuân, Hà Nội.(số nhà 36 phố Đồng Xuân,gia đình ông hiện vẫn còn sinh sống tại số nhà này.
Ông sinh ra trong một gia đình có truyền thống yêu nước. Ông nội là cụ Nguyễn Văn Viễn từng tham gia nghĩa quân Hoàng Hoa Thám. Cha mẹ là các cụ Nguyễn Văn Nghiêm, Nguyễn Thị Nhung là những người tham gia cống hiến ủng hộ kháng chiến ngay từ những ngày đầu núp dưới danh tư sản (Cha ông làm việc cho Sở Đoan, nhưng thực chất là làm liên lạc cho cách mạng). Ngôi nhà ở phố Đồng Xuân cũng được các cụ nuôi dấu nhiều cán bộ cách mạng.
Ông có ba người em gái là Nguyễn Thị Tần, Nguyễn Bích Hạnh và Nguyễn Bích Thảo. Cả ba người em gái đều tham gia cách mạng, trở thành những cảm tử quân của Hà Nội. Sau này, gia đình ông có 6 cảm tử quân khi ba người em đều lấy chồng là những cảm tử quân bảo vệ Thủ đô.

## Sự nghiệp văn chương
Như Phong có nhiều bút danh: Như Phong, Lâm Vũ, Nguyễn Kiên Trì... Trước Cách mạng tháng Tám, ông là biên tập viên các báo Thế giới, Mới và Người mới, vốn là cơ quan ngôn luận của tổ chức chính trị Đoàn thanh niên dân chủ.
Từ năm 1942, Như Phong bí mật tham gia thành lập Hội Văn hóa Cứu quốc và được bầu vào Ban chấp hành hội cùng với ông Vũ Quốc Uy, Học Phi, Ngô Lê Động. Trong thời kỳ này, ông viết nhiều truyện ngắn và tiểu luận văn học đăng trên các báo Tiểu thuyết thứ bảy, Thời vụ, Mới, Người mới...
Sau Cách mạng tháng Tám, Như Phong lần lượt làm Chủ nhiệm kiêm Tổng biên tập các báo Cứu quốc khu 12, Cứu quốc khu 10, Cứu quốc liên khu ba và Cứu quốc Hà Nội.
Từ năm 1957, ông làm Trưởng ban văn hóa - văn nghệ của Báo Nhân dân.
Năm 1965, Như Phong làm giám đốc nhà xuất bản Văn học, uỷ viên ban thường vụ Hội nhà văn Việt Nam, Ủy viên Đảng đoàn văn nghệ trung ương. Ông viết nhiều bài phê bình, bình luận văn học trên các báo Nhân dân, Tạp chí Văn nghệ, Tạp chí Văn học. Một số tác phẩm đã xuất bản của ông bao gồm Bình luận văn học, Gõ cửa, Trường tư ngoại ô, Buổi học cuối cùng...
Ông cũng là người đầu tiên dịch tiểu thuyết "Sông Đông Êm Đềm"_M. Solokhov ra tiếng Việt,bản dịch được in từ số 231 ra ngày 4/5/1946 của báo Cứu Quốc,dưới tên "trên sông Đông êm đềm".